# Niefern-Öschelbronn
Niefern-Öschelbronn – gmina w Niemczech, w kraju związkowym Badenia-Wirtembergia, w rejencji Karlsruhe, w regionie Nordschwarzwald, w powiecie Enz. Leży nad rzeką Enz, ok. 10 km na wschód od Pforzheim, przy skrzyżowaniu autostrady A8 z drogą krajową B10.

## Współpraca
Miejscowości zaprzyjaźnione:
- La Bresse, Francja
- Odry, Czechy
- Oelsnitz/Erzgeb., Saksonia